# Ильинский сквер
Ильинский сквер (ранее известный как Лубянский сквер) — сквер в центре Москвы, расположен внутри прямоугольника, образованного проезжими частями площади Ильинских Ворот, Старой и Славянской площадей, и Лубянского проезда. Является памятником садово-паркового искусства.

## История

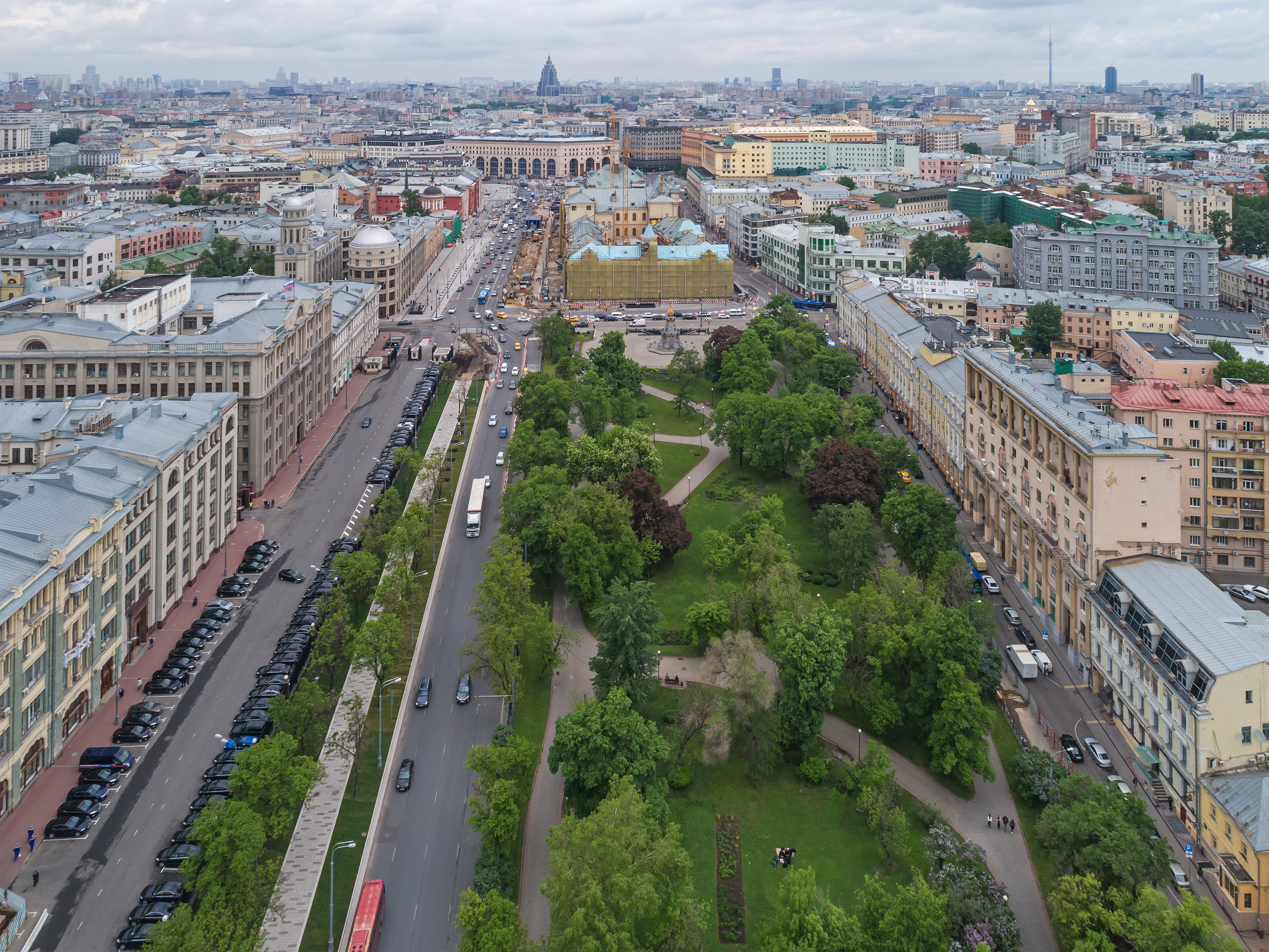
Аэрофотосъёмка около станции метро Китай-город 2017 год

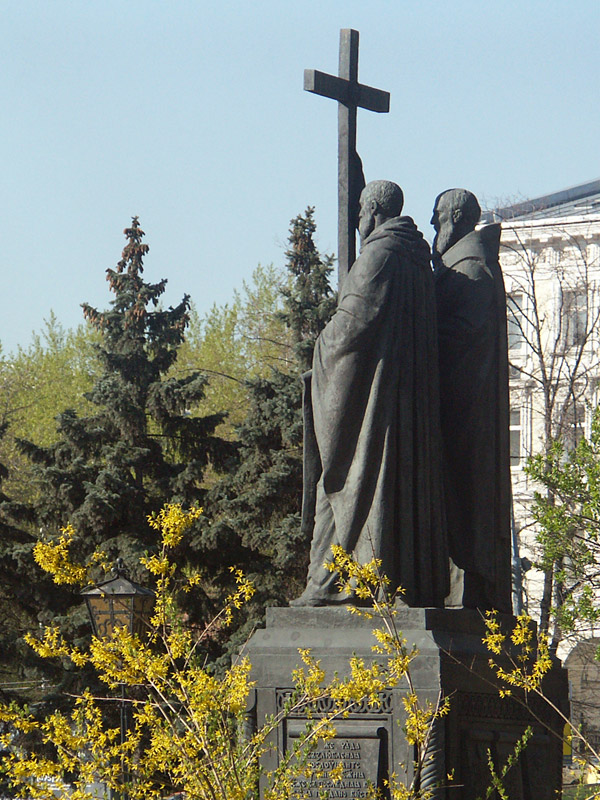
Памятник Кириллу и Мефодию 2008 год

При Иване Грозном в этой местности располагалась стрелецкая слобода. В 1708 году, ожидая вторжения короля Швеции Карла XII, Пётр I приказал окружить Китай-город фортификационными сооружениями — больверками — с валом и рвом. Все эти сооружения сохранились до времени правления Екатерины II, которая в 1775 году решила вместо уже ненужных укреплений создать вокруг Китайгородской стены кольцо площадей. Её идею начали воплощать с западной стороны стены и только через 30 лет, во время правления Александра I, работы дошли и до восточной стены. Укрепления, просуществовавшие с петровских времен, были снесены, ров засыпали, а вал срыли. Однако на этом проект застопорился, а на освободившихся территориях развернулись торговые ряды и балаганы. В начале XIX века на месте сквера и здания Политехнического музея находились Яблочные ряды — деревянные лавки, в которых продaвались фрукты.
Только в 80-х годах XIX века снова взялись за облагораживание территории. В то время место будущего сквера представляло собой пустырь, окруженный забором, использовавшийся для складирования различной тары. В верхней части пустыря торговали фруктами и сладостями, в нижней — рыбой. Четыре года на месте рыбных рядов стоял Народный театр — деревянное здание на 1800 мест, построенное к Политехнической выставке 1872 года.
Было решено освободить пустырь от торговых рядов и засадить деревьями. К 1882 году высадка была завершена, и территория стала называться Лубянский сквер — по прилегающему с востока Лубянскому проезду.
В 30-х годах XX века во время реализации Генплана реконструкции Москвы потребовалось снести часть Китайгородской стены в районе сквера. Также были разобраны Варварские ворота, находящиеся поблизости. В настоящее время от них осталось только белокаменное основание башни, которое можно увидеть в подземном переходе к станции метро «Китай-город».
Новый проект благоустройства сквера был разработан во время Великой Отечественной войны в 1944 году. По этому проекту предусматривались прокладка нового водопровода и ремонт старой ограды сквера. В 1947 году научному центру ВНИИКИМАШ было поручено отлить чугунные ограды для Ильинского, Екатерининского, Чистопрудного и Покровского скверов. В 1950 году также было решено установить дополнительную ограду со стороны Китайгородского проезда и вдоль Лубянского проезда, который в то время носил название проезда Серова, а со стороны площади Ногина сделать ещё один вход в сквер.
В конце 1950-х годов в сквере установили доску почета с информацией о победивших в социалистическом соревновании стройках и предприятиях.
В 1992 году территория сквера в очередной раз была реконструирована: демонтировали доску почета, восстановили историческую планировку, посадили новые деревья, отреставрировали ограду, установили новые лавочки, лестницы и пандусы и провели освещение. В том же году в южной части сквера на бывшей площади Ногина установили памятник просветителям Кириллу и Мефодию, после чего площадь получила название Славянская.
После распада Советского Союза Ильинский сквер стал вторым известным местом встречи гомосексуалов в Москве наряду с Театральной площадью.

## Современность
В июле 2016 года сквер стал главным местом сбора любителей популярной игры для мобильных телефонов Pokémon Go.
В 2017 году в сквере начались работы по благоустройству в рамках программы «Моя улица» . Ильинский сквер, по результатам работ, стал частью пешеходного маршрута от Лубянской площади до парка Зарядье. В документации были заявлены работы по обновлению покрытия тротуаров и мостовой, построению кабельной и водоотводной канализации, установлению нового освещения.
В сквере должны были быть оборудованы две площадки для проведения публичных лекций и других мероприятий. Одну площадку в виде амфитеатра планировалось установить рядом с памятником героям Плевны, вторую — в другом конце сквера около памятника Кириллу и Мефодию. После проведенного благоустройства в сквере действительно появились вышеназванные площадки, однако амфитеатр на настоящий момент (2020 год) демонтирован.
По периметру Ильинского сквера планировалось высадить трехъярусный «зеленый экран» высотой в два метра из кустарников, для защиты москвичей от шума и пыли прилегающих улиц. На верхнем ярусе предполагались посадки спиреи серой, на среднем — кизильника блестящего, а на нижнем ярусе — многолетника хоста. Некоторые из этих растений были высажены. Всего же в Ильинском сквере было высажено 97 деревьев и 475 кустарников.
Также планировалось создать музейный маршрут, вдоль которого были бы расположены ландшафтные скульптуры и прозрачные боксы для экспонатов открытых экспозиций Политехнического музея. Боксы установлены, в них сделана система вентиляции и кондиционирования, для поддержания необходимого уровня влажности и температуры.
В ходе благоустройства в Ильинском сквере было установлено 93 декоративных осветительных торшера, 51 лавочка и урна.
В процессе выполнения земляных работ по благоустройству в строительных траншеях Ильинского сквера были найдены разнообразные предметы старины: браслет из цветного стекла предположительно XII века, кухонная утварь, кувшин с монетами времен Иван Грозного. Из обнаруженных вещей была создана выставка в Музее Москвы.

## Достопримечательности

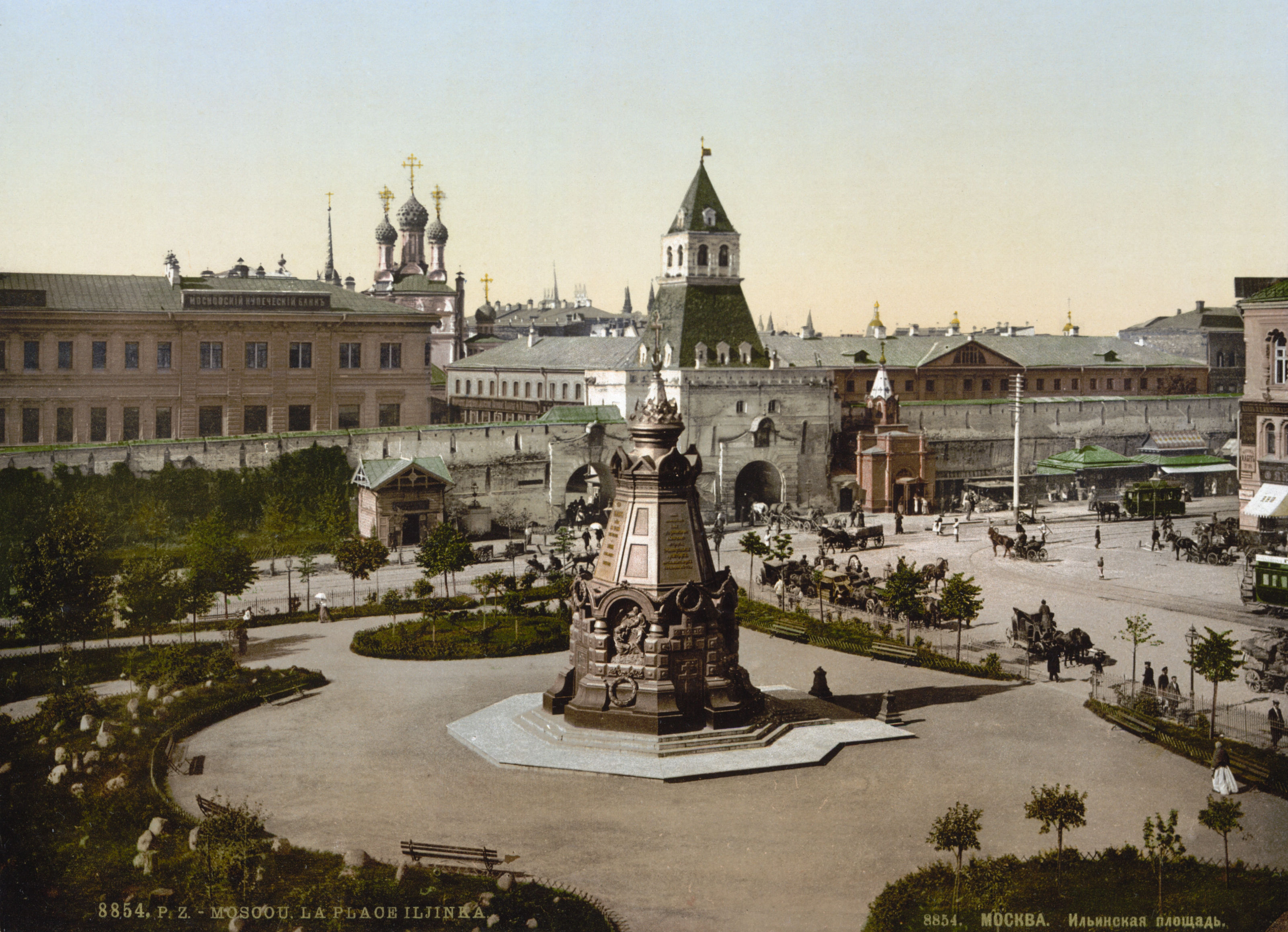
Памятник героям Плевны. XIX век

### Памятник героям Плевны
В 1887 году в северной части сквера была установлена главная достопримечательность сквера на тот момент — памятник погибшим под Плевной солдатам во время Русско-турецкой войны, созданный на пожертвования однополчан. Архитектором и скульптором памятника стал Владимир Шервуд.
Первоначально памятник планировалось установить на месте боев в Плевне, но в результате охлаждения отношений между Россией и Болгарией из-за болгарского кризиса монумент установили в Москве.

### Памятник Кириллу и Мефодию
24 мая 1992 года в сквере был торжественно открыт памятник братьям Кириллу и Мефодию. Скульптором является Вячеслав Клыков, а архитектором — Юрий Григорьев. Каждый год у памятника проводится фестиваль славянской культуры.